# Long Ago (and Far Away)
Long Ago (and Far Away) ist ein Song, der von Ira Gershwin (Text) und Jerome Kern (Musik) geschrieben und 1944 veröffentlicht wurde. Das Lied wurde zu Ira Gershwins größtem kommerziellen Erfolg.

## Entstehung des Songs und erste Aufnahme
Kern und Gershwin schrieben den Song in der Form A-B-A-B' in F-Dur für das Filmmusical Es tanzt die Göttin (1944, engl. Titel Cover Girl, Regie: Charles Vidor), in dem er von Rita Hayworth an Gene Kelly gerichtet gesungen wird (das Gesangsdouble war Martha Mears). Die Gesangsszene spielt in einem Brooklyner Nachtclub. Nach seiner Veröffentlichung kam der Song in den Versionen von Dick Haymes (für Brunswick), Helen Forrest (Decca), Bing Crosby (Decca), Jo Stafford, Guy Lombardo (Decca) und Perry Como (Victor) in die US-Hitparaden. Die Ballade ist mit der inspirierten Lyrik Ira Gershwins versehen:
„Chills run up and down my spine
Aladin's lamp is mine.“
Jerome Kern, der zuerst die Melodie komponierte, hatte zunächst Probleme, den fertigen Songtext von Ira Gershwin zu bekommen, der bekannt für sein langsames Arbeiten war.
Kern hatte zunächst darauf bestanden, dass die beiden in seinem Haus am Flügel arbeiteten, wogegen Gershwin am liebsten zu Hause umgeben von seinen Büchern schrieb. Die gemeinsame Arbeit gestaltete sich schwierig, da Kern romantische Melodien bevorzugte, Gershwin sich aber schwertat, ein Liebeslied zu texten. Verärgert über den Aufschub, schlug Kern den sarkastisch verstandenen Titel Watching Little Alice Pee vor. Erst kurz vor Drehbeginn gab Ira Gershwin den Text durchs Telefon durch. Es blieb die einzige Zusammenarbeit von Kern und Gershwin.
Kerns sich aufschwingende Linien brachten Ira Gershwin dazu, uncharakteristische Plattitüden zu verwenden, was dem Song einen nostalgischen Appeal angesichts der im Zweiten Weltkrieg kämpfenden amerikanischen Soldaten gab. Long Ago and Far Away wurde ein überaus erfolgreicher Song in den Vereinigten Staaten. Der Song, der sich zwanzig Wochen in Your Hit Parade hielt, wurde in der Kategorie Bester Song für einen Oscar nominiert, den schließlich 1945 Jimmy Van Heusen und Johnny Burke für Swinging on a Star erhielten.

## Coverversionen
Bereits im Jahr 1944 wurde der Song von Swing-Orchestern und Solisten wie Jan Garber, Glenn Miller, Herman Chittison, Mal Hallett, Artie Shaw, Jimmy Dorsey, Les Brown gecovert; in Europa nahmen sich u. a. auch Eddie Brunner, Philippe Brun, Reginald Foresythe und Leo Souris des Songs an. Es folgten in den 1950er-Jahren gesungene und instrumentale Coverversionen von Erroll Garner, Lars Gullin, Benny Carter, Oscar Peterson, Chet Baker, The Hi-Lo’s, Mel Tormé, Red Mitchell, Art Pepper, Lorez Alexandria und David Allyn, die den Song zu einem populären Jazzstandard machten. Tom Lord listet 300 Coverversionen des Titels. Vom American Film Institute wurde er in die Liste der 100 besten Filmsongs aufgenommen.